# Posorites
Posorites é um género de gastrópode  da família Camaenidae.
Este género contém as seguintes espécies:
- Posorites turneri